# Applause Award
Der Liseberg Applause Award ist ein internationaler Preis für Freizeitparks, der von einer Jury seit 1980 alle zwei Jahre vergeben wird. Der Gewinner kann sich anschließend als „Der beste Freizeitpark der Welt“ bezeichnen. Im Jahr 1990 gelang dies erstmals einem Park außerhalb der USA, dem Europa-Park in Deutschland.
Der Preis wurde vom schwedischen Freizeitpark Liseberg gestiftet und wird alle zwei Jahre im Rahmen der „IAAPA Expo“ der IAAPA verliehen. Die Preisvergabe im Jahr 2020 entfiel aufgrund der COVID-19-Pandemie.

## Gewinner
- 1980 – Magic Kingdom (USA)

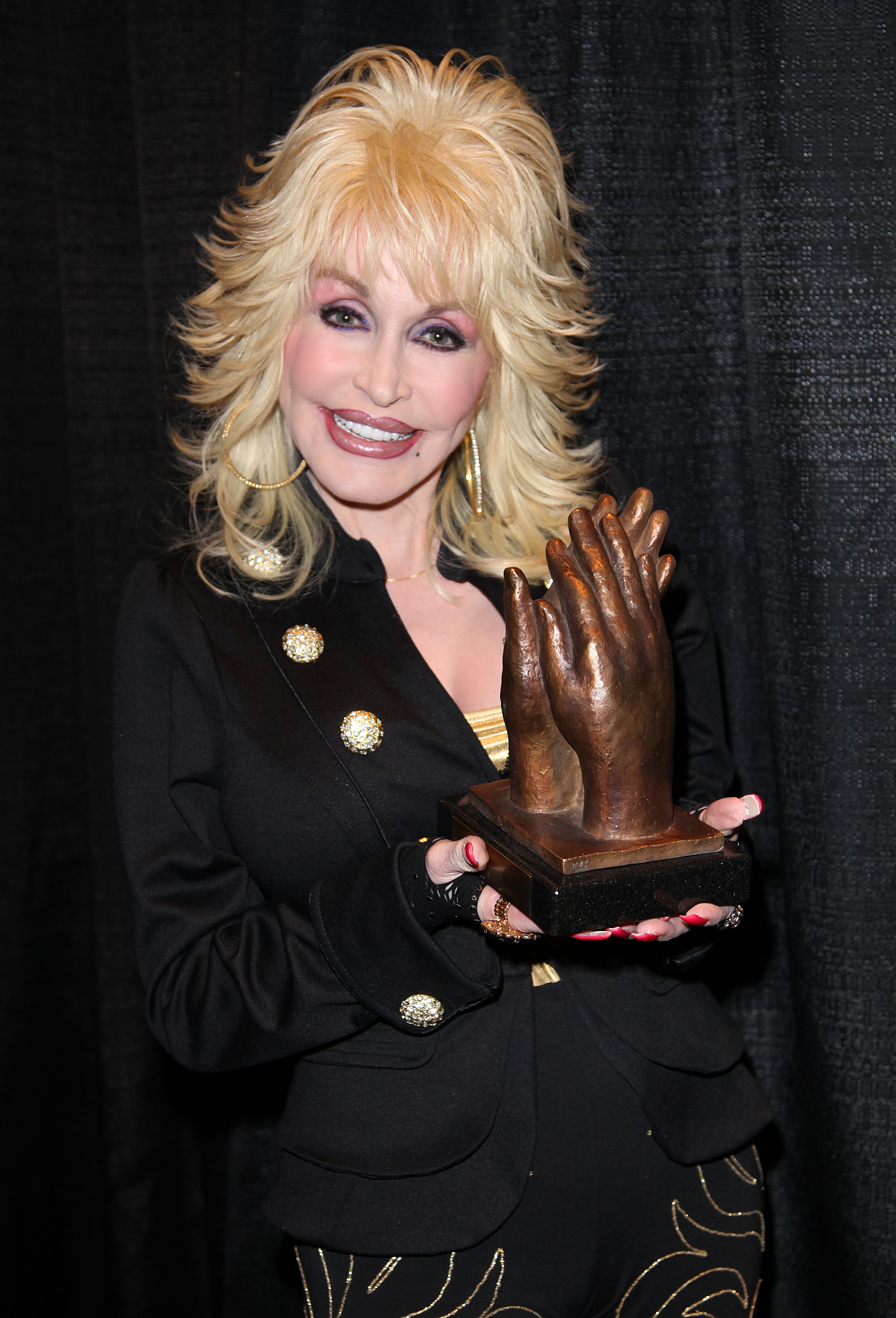
Dolly Parton mit dem Applause Award, den sie 2010 für ihren Freizeitpark Dollywood erhielt.

- 1982 – Opryland (USA, 1997 geschlossen)
- 1986 – Epcot (USA)
- 1988 – Knott’s Berry Farm (USA)
- 1990 – Europa-Park (Deutschland)
- 1992 – Efteling (Niederlande)
- 1994 – Universal Studios Florida (USA)
- 1996 – Cedar Point (USA)
- 1998 – Silver Dollar City (USA)
- 2000 – Hersheypark (USA)
- 2002 – Busch Gardens Williamsburg (USA)
- 2004 – Holiday World (USA)
- 2006 – Universal Islands of Adventure (USA), weitere Finalisten: Legoland Billund (Dänemark) und Dollywood (USA)[2]
- 2008 – Xetulul Family Park (Guatemala, betrieben von IRTRA)[3]
- 2010 – Dollywood (USA), weitere Finalisten: Alton Towers (Großbritannien) und Phantasialand (Deutschland)[4]
- 2012 – Ocean Park (Hongkong), weitere Finalisten: Santa Cruz Beach Boardwalk (USA) und Puy du Fou (Frankreich)[5]
- 2014 – Puy du Fou (Frankreich), weitere Finalisten: Chimelong Paradise (China) und PortAventura World (Spanien)
- 2016 – Busch Gardens Tampa Bay (USA)
- 2018 – Xcaret (Mexiko), weitere Finalisten: PortAventura World (Spanien) und Universal Studios Japan (Japan)
- 2022 – Tokyo DisneySea (Japan)